# M7kenji
m7kenji（エムナナケンジ、本名：Kenji Kishi、1986年5月8日 - ）は、日本のピクセル アーティスト、映像作家。神奈川県生まれ。
ピクセルをベースにグラフィックやイラストの制作、VJとして国内外のChiptuneイベントへの参加、アートワークやミュージックビデオ制作、スマートフォン向けのアプリ作品のリリースなどをしている。
近年の活動では、第72回NHK紅白歌合戦ドットアニメーション制作、NHKの音楽番組「みんなのうた」などのアニメーション制作をしている。
現在は株式会社HANDSUMのメンバーとして活動中。

## 主な作品

### 2019年
- CASIO G-SHOCK “G PRESENTS LOVER’S COLLECTION 2019"プロモーション動画制作[3]
- SHIBUYA PIXELART CONTEST最優秀賞受賞[4]
- 展示「m7kenji meets adidas Originals Flagship Store Tokyo」[5]
- Adobe MAX Japan 2019 “Google Chromebook” ライブペインティング
- グラフィック社刊行「ピクセル百景」インタビュー掲載[6][7]
- スマートフォン向けのアプリ作品では、「ロクジョーヒトマ」「先生」「Ringo」「BUGTORNICA」「PixelTweet」などの作品をリリース

### 2020年
- みんなのうた『ぼくはおもちゃ』（山本彩）2020年12月・2021年1月放送[8]
- 映像作家100人 2020 選出[9]
- 劇団ノーミーツ 第2回公演・フルリモート演劇『むこうのくに』アートディレクション及びグラフィック担当[10]

### 2021年
- 映像作家100人 2021 選出[11]
- 東京オリンピック2021 ビジョンゲーム ドットアニメーション制作
- 第72回NHK紅白歌合戦ドットアニメーション制作